# Maurice Druon
Maurice Druon, född 23 april 1918 i Paris, död 14 april 2009 i Paris, var en fransk författare, kulturminister och från 1966 ledamot av Franska akademien där han även var ständig sekreterare 1985–1999.

### Romaner
- 1946 – La Dernière Brigade
- La Fin des hommes

1. 1948 – Les Grandes Familles (Fint folk, översättning: Lisa Runö, 1950)
2. 1950 – La Chute des corps
3. 1951 – Rendez-vous aux enfers

- 1954 – La Volupté d’être
- Les Rois maudits (Den dömda ätten)

1. 1955 – Le Roi de fer (Tornet och elden, översättning: Harald Bohrn, 1963)
2. 1955 – La Reine étranglée (Tornet och elden, översättning: Harald Bohrn, 1963)
3. 1956 – Les Poisons de la couronne (Kronan och arvet, översättning: Harald Bohrn, 1964)
4. 1957 – La Loi des mâles (Kronan och arvet, översättning: Harald Bohrn, 1964)
5. 1959 – La Louve de France (Varginnan från Frankrike, översättning: Harald Bohrn, 1965)
6. 1960 – Le Lis et le Lion (Liljan och lejonet, översättning: Harald Bohrn, 1966)
7. 1977 – Quand un Roi perd la France

- 1957 – Tistou les pouces verts (Tistou, pojken med de gröna fingrarna, översättning: Birgitta Hammar, 1961)
- 1958 – Alexandre le Grand
- 1963 – Les Mémoires de Zeus
- 1967 – Les Mémoires de Zeus II

### Övriga verk (i urval)
- 1942 – Le Galérien (sång)
- 1943 – Le Chant des partisans (med Joseph Kessel) (sång)
- 1953 – Un voyageur (En resande, översättning: Lill-Inger Eriksson, 1960) (teater)